# Ptolémée de Chypre
Pour les articles homonymes, voir Ptolémée (homonymie).
Ptolémée de Chypre (probablement né vers 116 avant notre ère) est un roi de Chypre de 80 à 58. Il est le fils du roi d'Égypte Ptolémée IX Sôter II  et de Cléopâtre IV.
Il est capturé au printemps 88 par le roi du Pont Mithridate VI Eupator sur l'île de Cos où il avait été envoyé (vers 103 avant notre ère).
Il est rappelé en Égypte et fait roi de Chypre. Il se suicide par poison en 58,,,. Sa descendance n'est pas connue.
À sa mort, Chypre, conquise par Marcus Cato, devient une province romaine.